# Dekanat Czerniowce
Dekanat Czerniowce – jeden z 12 dekanatów katolickich w archidiecezji lwowskiej na Ukrainie. Dekanat został utworzony w 1992 roku. Na terenie dekanatu jest 12 kapłanów i 28 parafii (18 parafii nie posiada kapłana, ale w spisie dekanatów są to parafie z przynależnością posługi).

## Zgromadzenia zakonne
- Zgromadzenie Sióstr Miłosierdzia Świętego Wincentego a Paulo (szarytki) – Storożyniec
- Zgromadzenie Sióstr Urszulanek Serca Jezusa w Agonii (urszulanki szare) – Czerniowce (parafia Podwyższenia Krzyża Świętego).

## Parafie
- Banyliw-Pidhirnyj (Банилів-Підгірний) – parafia Przenajświętszej Trójcy[3]
- Bojany (Бояни) – parafia św. Jana Nepomucena.
- Budeneć (Буденець) – parafia Wniebowzięcia NMP (kościół dojazdowy).
- Chocim (Хотин) – (kościół dojazdowy[4])
- Czeresz (Череш) – parafia św. Apostołów Piotra i Pawła (kościół dojazdowy).
- Czerniowce (Чернівці) – parafia Podwyższenia Krzyża Świętego[5][6]
- Czerniowce (Чернівці) – parafia Przenajświętszego Serca Jezusa[7]
- Dawydiwka Zrąb (Давидівка Зруб) – parafia Przenajświętszego Imienia Maryi[3]
- Dawydiwka Centr (Давидівка центр) – parafia św. Róży z Limy.
- Hliboka (Глибока) – parafia NMP Bolesnej.
- Kocmań (Кіцмань) – parafia MB Królowej Polski; (МБ Цариці Польщі).
- Korcziwci (Корчівці) – parafia św. Józefa (kościół dojazdowy).
- Krasnojilśk (Красноїльськ) – parafia Bożego Miłosierdzia (kościół dojazdowy).
- Łukawiec (Лукавці) – parafia NMP Różańcowej (kościół dojazdowy).
- Łużany (Лужани) – parafia Narodzenia NMP (kościół dojazdowy).
- Nowa Krasnoszora (Нова Красношора – Гута) – par. św. Katarzyny Labouré[3]
- Nowa Żadowa (Нова Жадова) – par. Nawrócenia Świętego Pawła (kościół dojazdowy)
- Nowodniestrowsk (Новодністровськ) – (kościół dojazdowy[4])
- Piotrowce Dolne (Нижні Петрівці) – parafia Przemienienia Pańskiego.
- Piotrowce Górne (Верхні Петрівці) – parafia św. Antoniego (kościół dojazdowy).
- Panka (Панка) – parafia św. Michała Archanioła (kościół dojazdowy).
- Sadagóra (Садгора) – parafia św. Michała Archanioła.
- Sokiriany (Сокиряни) – (kościół dojazdowy[4])
- Stara Krasnoszora (Стара Гута – Стара Красношора) – parafia NMP Bolesnej.
- Storożyniec (Сторожинець) – parafia św. Anny.
- Tereblecze (Тереблече) – parafia św. Apostołow Piotra i Pawła (kościół dojazdowy).
- Zastawna (Заставна) – parafia św. Apostołów Piotra i Pawła (kościół dojazdowy).
- Zielony Gaj (Зелеий Гай) – parafia Przenajświętszego Serca Jezusa (kościół dojazdowy)